# Platanthera cooperi
Platanthera cooperi är en orkidéart som först beskrevs av Sereno Watson, och fick sitt nu gällande namn av Richard M. Bateman. Platanthera cooperi ingår i släktet nattvioler, och familjen orkidéer. Inga underarter finns listade i Catalogue of Life.